# 格伦德里希
格伦德里希是德国莱茵兰-普法尔茨州的一个市镇。总面积8.51平方公里，总人口398人，其中男性195人，女性203人（2011年12月31日），人口密度47人/平方公里。